# Monoamnionski blizanci
Monoamnionski blizanci su jednojajčani blizanci koji dijele istu amnionsku vreću unutar majčine maternice. Monoamnionski blizanci su uvijek jednojajčani, kao i monokorionski (dijele istu posteljicu), pa im je zbog toga drugi naziv monoamnionski-monokorionski ("MoMo") blizanci. Iako dijele istu posteljicu, imaju dvije odvojene pupčane vrpce. Monoamnionski blizanci se počinju razvijati kada se zametak ne podijeli prije formacije amnionske vreće oko devet dana nakon oplodnje. Monoamnionske trojke (ili pak četvorke, petorke itd.) su moguće, ali iznimno rijetke.

## Pojavljivanje
Monoamnionski blizanci su rijetki. Pojavljuju se u 1 od 35.000 trudnoća do 1 u 60.000 trudnoća, dakle u oko 1% svih blizanačkih trudnoća.

## Komplikacije
Najčešći uzroci smrtnosti monoamnionskih blizanaca su:
- Nuhalna vrpca: Blizanci su zapleteni u pupčanim vrpcama, čime se ometaju fetalni pokreti i razvoj.[3] Nadalje, zbog toga se često jedan blizanac može zaglaviti u porođajnom kanalu tijekom trudova i porođaja.[1] Zapletaj pupčane vrpce događa se u nekoj mjeri u gotovo svakoj monoamnionskoj trudnoći.[1]
- Kompresija pupčane vrpce: Jedan blizanac ometa tok krvi i hranjivih tvari kroz pupčane žile druge pupčane vrpce.[1][3]
- Sindrom međublizanačke transfuzije (TTTS): Jedan blizanac prima većinu hranjivih tvari, čime je uzrokovana pothranjenost drugog blizanca. Ovu bolest je mnogo teže dijagnosticirati kod monoamnionskih blizanaca nego kod diamnionskih, jer je standardna metoda uspoređivanje tekućina u vrećama. Dijagnosticiranje TTTS-a kod monoamnionskih blizanaca oslanja se na uspoređivanje gizičkog razvoja blizanaca.[1]

## Dijagnoza
Ultrazvuk je jedini način za otkrivanje monoamnionskih blizanaca prije rođenja. Može pokazati nedostatak membrane između blizanaca nakon par tjedana gestacije, kada je membrana vidljiva ako je prisutna.
Dodatne pretrage ultrazvukom s color doplerom visoke rezolucije i testom fetalne reaktivnosti bez opterećenja pomažu u procjeni situacije i identificiranju potencijalnih problema s pupčanom vrpcom.
Postoji međuodnos između posjedovanja jedne žumanjčane vreće i jedne amnionske vreće. Međutim, teško je odrediti broj žumanjčanih vreća zato što one nestaju tijekom embriogeneze.
Zapletaj i kompresija pupčane vrpce općenito sporo napreduju, dopuštajući roditeljima i medicinskim skrbnicima da oprezno donose odluke.

## Medicinski postupci
Sulindak je eksperimentalno korišten kod nekih some monoamnionskih blizanaca, smanjujući količinu plodne vode i tako usporavajući fetalne pokrete. Vjeruje se da smanjuje rizik od nuhalne vrpce i kompresije vrpce. Međutim, moguće kontraindikacije ovog lijeka nisu još dovoljno istražene.
Svi monoamnionski blizanci su rođeni prije vremena carskim rezom, jer se u trećem tromjesečju povećava rizik od nuhalne vrpce i kompresije vrpce. Carski rez se obično radi nakon 32, 34 ili 36 tjedana gestacije. Mnogi monoamnionski blizanci imali su komplikacije koje su im ugrožavale život čak i u 26. tjednu trudnoće, zbog čega su morali odmah biti porođeni. Steroidi se ponekad primjenjuju zbog stimulacije razvoja pluća blizanaca i zbog smanjenog rizika od dječjeg respiratornog distres sindroma. Prirodni porođaj mnogo češće nego carski rez uzrokuje ispadanje pupčane vrpce, kada prvo porođeno dijete povlači za sobom posteljicu, koju je dijelilo s blizancem ostavljenim unutra.

## Više informacija
- monokorionski blizanci
- blizanci